# Štefan Mačák
Štefan Mačák (* 13. Januar 1985) ist ein slowakischer Schachmeister.

## Leben
Mačák spielte mehrmals in Endrunden von slowakischen Juniorenmeisterschaften, er spielte bei der U-16 Junioreneuropameisterschaft in (Kallithea (Chalkidiki), 2001) und bei der U-18 Juniorenweltmeisterschaft (Kallithea, 2003) und bei der U-20 Weltmeisterschaft (zweimal: Goa 2002 und Istanbul 2005). Bis Ende 2007 hatte er keine großen Erfolge gehabt, er hatte die Elogrenze von 2400 nicht erreicht und trug keinen internationalen Titel. Mačák war geteilter Dritter bei einem Open in Preßburg (2003), geteilter Dritter bei einem Turnier in Prešov (2004) und zweimal geteilter Vierter bei offenen Meisterschaften der Slowakei (2005 und 2007). Im Januar 2008 hat er den geteilten III. Platz bei einem Open-Turnier in Prag erreicht. Im nächsten Ratingzyklus hatte er 215 Elo-Punkte gewonnen. Mačák siegte mit 8 aus 9 bei einem starken Open in Calvi und hat auch gut abgeschnitten bei Turnieren in Differdange (6/9), La Roda (6½/9), Plowdiw (6/11, (Europameisterschaft), Olbia (4½/9, Mitropa-Cup). In der Saison 2007/08 hatte er in der Mannschaftsmeisterschaft der Slowakei mit 7½ Punkten aus 9 Partien ein sehr gutes Ergebnis.
Im Juni 2008 wurde ihm der Titel eines Internationalen Meisters verliehen, zunächst jedoch unter dem Vorbehalt, dass er eine Elo-Zahl von mindestens 2400 erreicht. Diese Bedingung erfüllte er bereits in der nächsten Eloliste vom Juli 2008. Die erforderlichen Normen hatte in der Saison 2007/08 der slowakischen Mannschaftsmeisterschaft (Extraliga), im Januar 2008 beim Prager Open und im April 2008 bei der Europaeinzelmeisterschaft in Plowdiw erfüllt.
Seine Elo-Zahl beträgt 2363 (Stand: Oktober 2014), er wird jedoch als inaktiv geführt, da er seit der slowakischen Einzelmeisterschaft im Juli 2013 keine gewertete Partie mehr gespielt hat. Seine höchste Elo-Zahl von 2557 erreichte er im Juli 2008.

## Vereine
In der slowakischen Extraliga spielte Mačák von 2000 bis 2005 für den ŠK Hydina Košice und von 2007 bis 2013 für die Mannschaft von Slávia UPJŠ Košice, mit der er 2008 und 2012 slowakischer Mannschaftsmeister wurde sowie 2008 am European Club Cup teilnahm. In der britischen Four Nations Chess League spielte er von 2005 bis 2008 bei den North West Eagles (hier hatte er in der Saison 2006/07 ebenfalls eine IM-Norm erfüllt, die er jedoch für die Titelverleihung nicht benötigte), in der ungarischen NB I. Szabó László csoport spielte er in der Saison 2008/09 für Szombathelyi MÁV Haladás VSE.